# Confederação Brasileira de Futsal
A Confederação Brasileira de Futsal (CBFS), também conhecida como Confederação Brasileira de Futebol de Salão, é o órgão responsável pela organização dos eventos e representação dos atletas de futsal do Brasil.

## Futsal no Brasil

### Primórdios do Futsal
O futebol de salão tem duas versões sobre o seu surgimento e, tal como em outras modalidades desportivas, há divergências quanto à sua invenção. 
Há uma versão segundo a qual o futebol de salão começou a ser jogado por volta de 1940 por frequentadores da Associação Cristã de Moços, em São Paulo (SP), pois havia uma grande dificuldade em encontrar campos de futebol livres. Assim, passaram a jogar suas partidas nas quadras de basquete e hóquei.
No início, jogavam-se com cinco, seis ou sete jogadores em cada equipe, mas logo definiram o número de cinco jogadores para cada equipe.
As bolas usadas eram de serragem, crina vegetal, ou de cortiça granulada, mas apresentavam o problema de saltarem muito e frequentemente saiam da quadra de jogo, então tiveram seu tamanho diminuído e seu peso aumentado, por este fato o futebol de salão foi chamado de “esporte da bola pesada”.
Há também a versão de que o futebol de salão foi inventado em 1934 na Associação Cristã de Moços de Montevidéu, Uruguai, pelo professor Juan Carlos Ceriani, que chamou este novo esporte de “Indoor-foot-ball”.

### Primeiras entidades oficiais
Habib Maphuz é um dos nomes que mais se destaca nos primórdios do futebol de salão. Maphuz era professor da ACM de São Paulo e no início dos anos 1950 participou da elaboração das normas para a prática de várias modalidades esportivas, sendo uma delas o futebol jogado em quadras, tudo isto no âmbito interno da ACM paulista. Este mesmo salonista fundou a primeira liga de futebol de salão, a Liga de Futebol de Salão da Associação Cristã de Moços. Mais tarde o professor se tornou o primeiro presidente da Federação Paulista de Futebol de Salão.
Em 28 de Julho de 1954 foi fundada a Federação Metropolitana de Futebol de Salão, atual Federação de Futebol de Salão do Estado do Rio de Janeiro, a primeira federação estadual do Brasil, sendo Ammy de Moraes seu primeiro presidente. Neste mesmo ano foi fundada a Federação Mineira de Futebol de Salão. Em 1955 foi fundada a Federação Paulista de Futebol de Salão. O que se viu a partir de então foi o desencadeamento da origem de federações estaduais por todo o Brasil. Em 1956 as federações cearense, paranaense, gaúcha e baiana. Em 1957 a catarinense e a potiguar, em 1959 a sergipana. Na década de 60 foram fundadas as federações de Pernambuco, do Distrito Federal, da Paraíba, enquanto na década de 70 tiveram origem as federações acriana, a do Mato Grosso do Sul, a goiana, a piauiense, a mato-grossense, e a maranhense. Nos anos 80 foram fundadas as federações amazonense, a de Rondônia, a do Pará, a alagoana, a do Espírito Santo e a amapaense. E, finalmente, na década de 90 vieram as mais novas: roraimense e a tocantinense.

### Primeiras regras
As primeiras regras publicadas foram editadas em 1956. As normas foram feitas por Luiz Gonzaga de Oliveira Fernandes, em São Paulo. O futebol de salão brasileiro tinha no seu início, em meados dos anos 1950, várias regras. Foi então que em 5 de fevereiro de 1957 o então presidente da Confederação Brasileira de Desportos, CBD, Sylvio Pacheco criou o Conselho Técnico de Assessores de Futebol de Salão para conciliar divergências e dirigir os destinos do futebol de salão no Brasil. Foram eleitos para este conselho com mandato de três anos: Ammy de Moraes (Guanabara), Luiz Gonzaga de Oliveira Fernandez (São Paulo), Roberto José Horta Mourão (Minas Gerais), Roberval Pereira da Silva (Estado do Rio), Utulante Vitola (Paraná).

## História
Em 1957, em Minas Gerais, houve uma tentativa de fundar-se a Confederação Brasileira de Futebol de Salão, a ata foi encaminhada ao Conselho Nacional de Desportos, mas o CND não acatou tal ata que foi registrada dia 30 de setembro de 1957 com o nº 2.551. Esta situação como conselho subordinado a CBD perdurou até 1979. Naquele ano, João Havelange transformava a CBD em CBF, e aproveitou para criar, em 15 de junho de 1979, a Confederação Brasileira de Futebol de Salão, tendo sido eleito, para o período 1980/1983, como presidente, Aécio de Borba Vasconcelos, que permaneceu no poder por 35 anos. Hoje a instituição é mais conhecida como Confederação Brasileira de Futsal.
Em 1996, a CBFS criou a Liga Nacional de Futsal (LNF), principal competição do esporte no Brasil. O sucesso nas quadras (com conquistas na Copa do Mundo de Futsal, por exemplo) não se repetiu fora delas, com denúncias de desvio de dinheiro, dívidas altas e greves de jogadores. O ponto mais alto da crise aconteceu em 2014, com as denúncias de corrupção e desvio de dinheiro contra Aécio de Borba Vasconcelos, que acabou renunciando ao cargo. A LNF passou a ser administrada independentemente, pelos clubes participantes.
Renan Pimentel Tavares de Menezes substituiu Vasconcelos na presidência da CBFS, sendo seguido por Marcos Antônio Madeira.
Sem a LNF, a CBFS manteve a organização da Taça Brasil e, em 2017, criou a Copa do Brasil. Em ambos os torneios os clubes ou cidades interessados compram da CBFS o direito de sediá-los - e é daí que a entidade tira a maior parte do seu faturamento. Junto dessas receitas, somam-se as taxas de participação em torneios e transferência de jogadores, entre outras cobranças fixas. O montante não é, porém, suficiente para sustentar a entidade, que se encontra em situação precária, levando até mesmo a transferência da gestão da seleção para a CBF, em abril de 2021.

## Títulos

### Masculino
Mundial
- 6 - Copa do Mundo de Futsal: 1989, 1992, 1996, 2008, 2012, 2024

Pan-Americano
- Jogos Pan-Americanos (FIFA):
  -  2007

Sul-Americano
- 20 - Copa América de Futsal (FIFUSA*/FIFA): 1969*, 1971*, 1973*, 1975*, 1976*, 1977*, 1979*, 1983*, 1986*, 1989*, 1992, 1995, 1996, 1997, 1998, 1999, 2000, 2008, 2011 e 2017
- 4 - Jogos Sul-Americanos (FIFA): 2002, 2006, 2010 e 2014.

### Feminino
Mundial
- 6 - Torneio Mundial de Futsal Feminino (FIFA): 2010, 2011, 2012, 2013, 2014 e 2015.

Sul-Americano
- 4 - Campeonato Sul-Americano de Futsal Feminino (FIFA): 2005, 2007, 2009 e 2011